# تاي وليامز
تاي وليامز (بالإنجليزية: Ty Williams)‏ هو لاعب دوري الرغبي أسترالي، ولد في 27 نوفمبر 1980 في إينيسفيل في أستراليا.